# Hypena similata
Hypena similata är en fjärilsart som beskrevs av Moore 1882. Hypena similata ingår i släktet Hypena och familjen nattflyn. Inga underarter finns listade i Catalogue of Life.